# Think (canción de The Rolling Stones)
«Think» —en español: «Pensar»— es una canción escrita por Mick Jagger y Keith Richards, que apareció por primera vez como un sencillo de Chris Farlowe llegando al puesto # 37 en las listas británicas en enero de 1966.
La versión de The Rolling Stones apareció tres meses después en el álbum Aftermath, con un tercer verso reescrito. 
Richie Unterberger, escribió sobre la canción en Allmusic: "La pista posee un poco más de armonías vocales que la canción media de los Stones, y tiene un estribillo bastante pegadizo en el cual el ritmo brevemente se retarda en un modo dramático."

## Personal
Acreditados:
- Mick Jagger: voz
- Keith Richards: guitarra eléctrica, coros
- Brian Jones: guitarra eléctrica
- Bill Wyman: bajo
- Charlie Watts: batería